# Miastków Kościelny
Miastków Kościelny es un pueblo de Polonia, en Mazovia. Es la cabecera del distrito (Gmina) de Miastków Kościelny, perteneciente al condado (Powiat) de Garwolin. Se encuentra aproximadamente a 14 km al este de Garwolin, y a 67 km al sureste de Varsovia. Su población es de 630 habitantes. 
Entre 1975 y 1998 perteneció al voivodato de Siedlce.